# Бойнов, Григорий Андреевич
Григорий Андреевич Бойнов — советский хозяйственный, государственный и политический деятель, Герой Социалистического Труда.

## Биография
Родился в 1907 году в селе Широмасово. Член КПСС с 1926 года.
С 1934 года — на хозяйственной, общественной и политической работе. В 1934—1985 гг. — заместитель начальника политотдела Гурьевского совхоза, начальник политотдела Бурлинского совхоза, красноармеец, участник Великой Отечественной войны, парторг 702-го стрелкового полка, секретарь дивизионной партийной комиссии политотдела 213-й стрелковой дивизии, в аппарате Уральского горкома и Западно-Казахстанского обкома КП(б) Казахстана, первый секретарь Теректинского райкома КП Казахстана, первый секретарь Бурлинского райкома КП Казахстана
Указом Президиума Верховного Совета СССР от 11 января 1957 года присвоено звание Героя Социалистического Труда с вручением ордена Ленина и золотой медали «Серп и Молот».
Умер в 1985 году.